# HV 888
HV 888, auch bekannt als WOH S140, ist ein Roter Überriese (RSG) in der Großen Magellanschen Wolke, einer Begleitgalaxie der Milchstraße, und ist im Sternbild Schwertfisch zu finden, welches sich auf der südlichen Himmelshalbkugel befindet. Er gehört zu den größten bekannten Sternen mit einem Radius von mehr als tausend Sonnenradien und ist auch einer der leuchtkräftigsten Sterne seiner Art mit der etwa 300.000-fachen Helligkeit der Sonne. Die effektive Temperatur wird auf etwa 3.500 Kelvin (K) geschätzt. Befände er sich im Zentrum des Sonnensystems, würde seine Photosphäre die Umlaufbahn des Jupiter verschlingen.